# 来鹤
来鹤（1964年9月—），男，蒙古族，辽宁鞍山人。1983年8月参加工作，1997年6月加入中国共产党。中华人民共和国政治人物、第十三届全国人民代表大会辽宁地区代表。

## 生平
历任辽宁省发展和改革委员会社会发展处调研员、办公室主任、党组成员、主任助理，辽宁省海洋渔业厅副厅长、党组成员，抚顺市人民政府副市长，辽宁省经济和信息化委员会副主任、党组成员等职务。
2016年11月，任辽宁省环境保护厅党组书记、厅长。2018年，被选为全国人大代表。同年9月16日，任中共抚顺市委书记。2018年2月24日，当选为第十三届全国人大代表。2024年1月，当选为辽宁省人大常委会委员。2024年9月，不再兼任中共抚顺市委书记。